# Didier Domi
Didier Arsène Marcel Domi (ur. 2 maja 1978 roku w Sarcelles) – francuski piłkarz, występujący jako obrońca. Od lata 2010 roku jest wolnym zawodnikiem po tym, jak odszedł z Olympiakosu Pireus.
Domi rozpoczął karierę w barwach Paris Saint-Germain. Będąc piłkarzem tego klubu był młodzieżowym reprezentantem Francji. Profesjonalny debiut zaliczył w 1996 roku. W tym sezonie wraz z drużyną walczył w Pucharze Zdobywców Pucharów. Paris Saint-Germain było wtedy obrońcą trofeum, jednak w finale przegrało z FC Barceloną 0:1. Domi wystąpił także w dwumeczu o Superpuchar Europy, jednak również przegranym przez jego drużynę, tym razem z Juventusem. W 1998 roku zdobył Puchar Francji i Puchar Ligi Francuskiej. W styczniu 1999 roku został sprzedany do Newcastle United. W swoim pierwszym sezonie gry w drużynie "Srok", Domi zajął w Premiership 13. miejsce. Sezon później było nieco lepiej, drużyna zakończyła sezon dwa miejsca wyżej. Ogólnie w barwach Newcastle United wystąpił w 55 meczach i strzelił 3 bramki. W 2001 roku wrócił do Paris Saint-Germain. Następnie doznał kontuzji i na sezon 2003/2004 został wypożyczony do Leeds United. Na Elland Road pograł tylko sezon, w czasie którego zespół spadł do drugiej ligi. Na dalsze wypożyczenie drużyna Paris Saint-Germain się nie zdecydowała i Domi został sprzedany do Espanyolu Barcelona. W sezonie 2005/2006 Domi wraz z drużyną zdobył Puchar Króla. W finale rozegranym na Estadio Santiago Bernabéu, RCD Espanyol pokonał Real Saragossa 4:1. Po tym sezonie Didier Domi przeniósł się do Olympiakosu Pireus. W 2007 roku zdobył z drużyną Mistrzostwo Grecji, podobnie jak w dwóch kolejnych latach.